# Улфас (Болцано)
Улфас је насеље у Италији у округу Болцано, региону Трентино-Јужни Тирол.
Према процени из 2011. у насељу је живело 40 становника. Насеље се налази на надморској висини од 1365 м.